# Bent Henius
Bent Henius (21. august 1920 i København – 19. januar 2005) var en dansk journalist, som arbejdede for Berlingske Tidende og senere DR. Han var sønnesøn af Louis Henius og morbror til Suzanne Brøgger. 

## Biografi
Bent Henius blev student fra Haslev Gymnasium i 1940. Da hans far var jøde, måtte Bent Henius flygte til Sverige under 2. verdenskrig og vendte først tilbage til Danmark i 1945, da der atter var fred i Danmark, sammen med Den Danske Brigade. Han blev ansat ved det Berlingske Hus efter sin hjemkomst, og var videnskabelig medarbejder fra 1949. Efter 32 år hos Berlingske Tidende blev Bent Henius i 1977 hentet til Danmarks Radio, som dengang godt kunne bruge en erfaren ældre medarbejder. Han fik endda lov til at blive ved aktualitetsafdelingen, efter han var fyldt 70 år. Bent Henius var musikinteresseret, og tilrettelagde bl.a. udsendelsen Rullekongen fra USA om Elvis Presley. I 1963 fik han udgivet bogen Danske Jazzprofiler om Svend Asmussen.  Han var meget jazz-interesseret, og selv en habil trommeslager. 